# Anja Lemke
Anja Lemke (* 21. Juni 1969) ist eine deutsche Literaturwissenschaftlerin und Hochschullehrerin. Sie ist Gründungsdirektorin des Erich Auerbach-Instituts for Advanced Studies und Professorin für Neuere Deutsche Literaturwissenschaft an der Universität zu Köln.

## Leben
Anja Lemke studierte Germanistik, Politikwissenschaft, Hispanistik und Philosophie in Freiburg, Madrid und Hamburg. 2001 promoviert sie mit einer Arbeit zu Martin Heidegger und Paul Celan an der Universität Hamburg. Die Arbeit erschien 2002 unter dem Titel Konstellation ohne Sterne. Zur geschichtlichen und poetischen Zäsur bei Martin Heidegger und Paul Celan im Fink-Verlag. Von 1999 bis 2001 war Lemke wissenschaftliche Mitarbeiterin am Hamburger Institut für Sozialforschung, im Anschluss Fellow am Kulturwissenschaftlichen Institut Essen im Rahmen eines VW-Stiftungsprojekts zu Erinnerung und Gedächtnis. Nach Stationen als Postdoktorandin am DFG-Graduiertenkolleg „Zeiterfahrung und ästhetische Wahrnehmung“ und einer Stelle als wissenschaftlicher Mitarbeiterin am Institut für Allgemeine und Vergleichende Literatur an der Goethe-Universität in Frankfurt habilitierte sie dort mit einer Arbeit zu Memoria als Poiesis. Untersuchungen zur Poetik der Erinnerung in der Moderne.
2009 war sie mit einem Alexander von Humboldt Stipendium als Gastwissenschaftlerin an der UC Berkeley, von 2009 bis 2012 Vertretungsprofessorin für Neuere Deutsche Literatur am Institut für deutsche Sprache und Literatur an der Universität zu Köln. Seit 2012 hat sie dort eine Professur inne. 2015 war sie Fellow am Käte Hamburger-Kolleg Morphomata, dem sie von 2019 bis 2021 als dritte Direktorin vorstand. 2018 war sie als Visiting Professor am Max Kade-Center der Johns-Hopkins University und 2021 Visiting Professor in Princeton. Seit 2023 ist sie Regular Visiting Professor am German Department in Yale.
Ihre Forschung beschäftigt sich mit der Literatur vom 18.- 20. Jahrhundert, mit Schwerpunkten auf Literaturtheorie, Ästhetik, Intellectual History und dem Verhältnis von Literatur und Wissen.
Anja Lemke ist Mitherausgeberin der Zeitschrift „Sprache und Literatur“; gemeinsam mit Niklaus Largier (UC Berkeley) und Rüdiger Campe (Yale University) organisiert sie seit 2016 die Berkeley-Cologne-Yale Summer School: Aesthetic Possibilities: Literature, Rhetoric, Philosophy.

## Schriften (Auswahl)
- Art works. Ästhetik im Postfordismus, Gemeinschaftspublikation des Netzwerks „Kunst und Arbeit“, Berlin: b_books 2015
- Gedächtnisräume des Selbst – Walter Benjamins „Berliner Kindheit um neunzehnhundert“, Würzburg: Königshausen & Neumann, 2. überarbeitete und erweiterte Aufl. 2008
- Konstellation ohne Sterne – Zur poetischen und geschichtlichen Zäsur bei Martin Heidegger und Paul Celan, München: Fink 2002 (= zugl. Diss. 2001)
- (Hg.): „Leib der Zeit“. Ansätze und Fortschreibungen Erich Auerbachs, Göttingen: Wallstein 2024
- (Hg.): Athenäum – Jahrbuch der Friedrich Schlegel-Gesellschaft 31/2021: Das Ornamentale um 1800, Paderborn: Brill/Schöningh 2023 (gemeinsam mit Maximilian Kloppert)
- (Hg.): Theorien des Möglichen, Berlin: August 2022 (gemeinsam mit Niklaus Largier)
- (Hg.): Kunst und Arbeit. Zum Verhältnis von Ästhetik und Arbeitsanthropologie vom 18. Jahrhundert bis zur Gegenwart, München: Fink 2014 (gemeinsam mit Alexander Weinstock)
- (Hg.): „Es bleibet aber eine Spur / Doch eines Wortes“ – Zur späten Hymnik und Tragödientheorie Friedrich Hölderlins, München: Fink 2004 (gemeinsam mit Christoph Jamme)
- (Hg.): „In die Höhe fallen“. Grenzgänge zwischen Literatur und Philosophie, Würzburg: Königshausen & Neumann 2000 (gemeinsam mit Martin Schierbaum)